# Saison 2016-2017 de l'AJ Auxerre
Maillots
Dernière mise à jour : 15 juin 2017.
Chronologie
Saison précédente Saison suivante
L'AJ Auxerre joue lors de la saison 2016-2017, sa cinquième saison consécutive en deuxième division. Guy Cotret entame sa quatrième saison à la présidence du club alors que Viorel Moldovan commence sa première saison au club. Il est remplacé au mois d'octobre par Cédric Daury. Cette saison voit le club s'engager dans trois compétitions que sont la Ligue 2, la coupe de France et la coupe de la Ligue. Elle est notamment marquée par le changement de propriétaire du club. En effet, James Zhou dirigeant de l'entreprise chinoise ORG Packaging, rachète les parts de Corinne Limido.

## Avant-saison
À la suite d'une saison décevante selon Guy Cotret, le président décide de se séparer de Jean-Luc Vannuchi pour engager Viorel Moldovan qui devient le premier entraîneur étranger de l'histoire du club. D'autres changements ont également lieu dans l'organigramme du club dont notamment la nomination de Christophe Point à la place de Jean-Marc Nobillo à la tête du centre de formation.

### Matchs amicaux
L'AJ Auxerre dispute cinq matchs amicaux pendant cette préparation estivale.
Détail des matchs
| Titulaires :    |                             |     |
|                 |                             |     |
| 1               | Zacharie Boucher            |     |
| 2               | Roman Laspalles             |     |
| 15              | Loïc Goujon                 |     |
| 21              | Rémi Fournier               |     |
| 27              | Salimo Sylla                | 60e |
| 17              | Lionel Mathis               | 70e |
| 6               | Brahim Konaté               |     |
| 8               | Samed Kilic                 | 60e |
| 19              | Alexandre Vincent           | 60e |
| 18              | Gaëtan Courtet              | 70e |
| 10              | Adama Ba                    |     |
|                 |                             |     |
| Remplaçants :   |                             |     |
| 13              | Kenji-Van Boto              | 60e |
| 7               | Moussa Diallo               | 60e |
| 14              | François-Xavier Fumu Tamuzo | 60e |
| 25              | Baba Touré                  | 70e |
| 22              | Romain Montiel              | 70e |
|                 |                             |     |
| Entraîneur :    |                             |     |
| Viorel Moldovan |                             |     |

| Titulaires :      |                   |         |
|                   |                   |         |
| 1                 | Matthieu Dreyer   |         |
| 29                | Jérémy Cordoval   | 83e 65e |
| 17                | Jimmy Giraudon    |         |
| 11                | Rincon            | 49e     |
| 3                 | Johann Obiang     | 78e 65e |
| 23                | Aloïs Confais     |         |
| 19                | Karim Azamoum     | 65e     |
| 8                 | Stéphane Darbion  | 65e     |
| 10                | Benjamin Nivet    | 65e     |
| 18                | Chaouki Ben Saada | 78e     |
| 26                | Deniz Hümmet      | 65e     |
|                   |                   |         |
| Remplaçants :     |                   |         |
|                   | Mahamadou N'Diaye | 49e     |
|                   | Charles Traoré    | 65e     |
|                   | Matthieu Saunier  | 65e     |
|                   | Randi Goteni      | 65e 83e |
|                   | Mour Paye         | 65e     |
|                   | Samuel Grandsir   | 65e     |
|                   | Henri Bienvenu    | 65e     |
|                   |                   |         |
| Entraîneur :      |                   |         |
| Jean-Louis Garcia |                   |         |

| Titulaires :    |                             |     |
|                 |                             |     |
| 1               | Zacharie Boucher            |     |
| 2               | Roman Laspalles             |     |
| 15              | Loïc Goujon                 |     |
| 21              | Rémi Fournier               |     |
| 27              | Salimo Sylla                | 60e |
| 17              | Lionel Mathis               | 70e |
| 6               | Brahim Konaté               |     |
| 8               | Samed Kilic                 | 60e |
| 19              | Alexandre Vincent           | 60e |
| 18              | Gaëtan Courtet              | 70e |
| 10              | Adama Ba                    |     |
|                 |                             |     |
| Remplaçants :   |                             |     |
| 13              | Kenji-Van Boto              | 60e |
| 7               | Moussa Diallo               | 60e |
| 14              | François-Xavier Fumu Tamuzo | 60e |
| 25              | Baba Touré                  | 70e |
| 22              | Romain Montiel              | 70e |
|                 |                             |     |
| Entraîneur :    |                             |     |
| Viorel Moldovan |                             |     |

| Titulaires :      |                   |         |
|                   |                   |         |
| 1                 | Matthieu Dreyer   |         |
| 29                | Jérémy Cordoval   | 83e 65e |
| 17                | Jimmy Giraudon    |         |
| 11                | Rincon            | 49e     |
| 3                 | Johann Obiang     | 78e 65e |
| 23                | Aloïs Confais     |         |
| 19                | Karim Azamoum     | 65e     |
| 8                 | Stéphane Darbion  | 65e     |
| 10                | Benjamin Nivet    | 65e     |
| 18                | Chaouki Ben Saada | 78e     |
| 26                | Deniz Hümmet      | 65e     |
|                   |                   |         |
| Remplaçants :     |                   |         |
|                   | Mahamadou N'Diaye | 49e     |
|                   | Charles Traoré    | 65e     |
|                   | Matthieu Saunier  | 65e     |
|                   | Randi Goteni      | 65e 83e |
|                   | Mour Paye         | 65e     |
|                   | Samuel Grandsir   | 65e     |
|                   | Henri Bienvenu    | 65e     |
|                   |                   |         |
| Entraîneur :      |                   |         |
| Jean-Louis Garcia |                   |         |

| Titulaires :        |                      |         |
|                     |                      |         |
|                     | Johann Carrasso      | 45e     |
|                     | Julian Jeanvier      | 45e     |
|                     | Anthony Weber        | 45e     |
|                     | Hamari Traoré        | 29e     |
|                     | Samuel Bouhours      | 45e     |
|                     | Hugo Rodriguez       | 45e     |
|                     | Aly Ndom             | 45e     |
|                     | Rémi Oudin           | 67e 45e |
|                     | Grégory Berthier     | 67e     |
|                     | Diego Rigonato       | 45e     |
|                     | Gaëtan Charbonnier   | 45e     |
|                     |                      |         |
| Remplaçants :       |                      |         |
|                     | Christopher Glombard | 29e     |
|                     | Edouard Mendy        | 45e     |
|                     | Antoine Conte        | 45e 79e |
|                     | Grégoire Amiot       | 45e     |
|                     | Atila Turan          | 45e     |
|                     | Omenuke Mfulu        | 45e     |
|                     | Antoine Devaux       | 45e     |
|                     | Odaïr Fortes         | 45e     |
|                     | Hassane Kamara       | 45e     |
|                     | Jordan Siebatcheu    | 45e     |
|                     | Axel Disasi          | 79e     |
|                     |                      |         |
| Entraîneur :        |                      |         |
| Michel Der Zakarian |                      |         |

| Titulaires :    |                             |     |
|                 |                             |     |
| 1               | Zacharie Boucher            |     |
| 2               | Roman Laspalles             |     |
| 15              | Loïc Goujon                 |     |
| 21              | Rémi Fournier               | 67e |
| 27              | Salimo Sylla                | 45e |
| 17              | Lionel Mathis               |     |
| 6               | Brahim Konaté               | 45e |
| 19              | Alexandre Vincent           | 84e |
| 18              | Gaëtan Courtet              |     |
| 10              | Adama Ba                    | 78e |
| 22              | Romain Montiel              | 72e |
|                 |                             |     |
| Remplaçants :   |                             |     |
| 16              | Xavier Lenogue              |     |
| 17              | Baba Touré                  |     |
| 13              | Kenji-Van Boto              | 45e |
|                 | Mouhameth Sané              | 67e |
| 23              | Charlevy Mabiala            |     |
| 24              | Hardy Binguila              |     |
| 26              | Giorgi Jobava               | 84e |
| 14              | François-Xavier Fumu-Tamuzo | 72e |
| 7               | Moussa Diallo               | 78e |
| 8               | Samed Kilic                 | 45e |
|                 |                             |     |
| Entraîneur :    |                             |     |
| Viorel Moldovan |                             |     |

| Titulaires :        |                      |         |
|                     |                      |         |
|                     | Johann Carrasso      | 45e     |
|                     | Julian Jeanvier      | 45e     |
|                     | Anthony Weber        | 45e     |
|                     | Hamari Traoré        | 29e     |
|                     | Samuel Bouhours      | 45e     |
|                     | Hugo Rodriguez       | 45e     |
|                     | Aly Ndom             | 45e     |
|                     | Rémi Oudin           | 67e 45e |
|                     | Grégory Berthier     | 67e     |
|                     | Diego Rigonato       | 45e     |
|                     | Gaëtan Charbonnier   | 45e     |
|                     |                      |         |
| Remplaçants :       |                      |         |
|                     | Christopher Glombard | 29e     |
|                     | Edouard Mendy        | 45e     |
|                     | Antoine Conte        | 45e 79e |
|                     | Grégoire Amiot       | 45e     |
|                     | Atila Turan          | 45e     |
|                     | Omenuke Mfulu        | 45e     |
|                     | Antoine Devaux       | 45e     |
|                     | Odaïr Fortes         | 45e     |
|                     | Hassane Kamara       | 45e     |
|                     | Jordan Siebatcheu    | 45e     |
|                     | Axel Disasi          | 79e     |
|                     |                      |         |
| Entraîneur :        |                      |         |
| Michel Der Zakarian |                      |         |

| Titulaires :    |                             |     |
|                 |                             |     |
| 1               | Zacharie Boucher            |     |
| 2               | Roman Laspalles             |     |
| 15              | Loïc Goujon                 |     |
| 21              | Rémi Fournier               | 67e |
| 27              | Salimo Sylla                | 45e |
| 17              | Lionel Mathis               |     |
| 6               | Brahim Konaté               | 45e |
| 19              | Alexandre Vincent           | 84e |
| 18              | Gaëtan Courtet              |     |
| 10              | Adama Ba                    | 78e |
| 22              | Romain Montiel              | 72e |
|                 |                             |     |
| Remplaçants :   |                             |     |
| 16              | Xavier Lenogue              |     |
| 17              | Baba Touré                  |     |
| 13              | Kenji-Van Boto              | 45e |
|                 | Mouhameth Sané              | 67e |
| 23              | Charlevy Mabiala            |     |
| 24              | Hardy Binguila              |     |
| 26              | Giorgi Jobava               | 84e |
| 14              | François-Xavier Fumu-Tamuzo | 72e |
| 7               | Moussa Diallo               | 78e |
| 8               | Samed Kilic                 | 45e |
|                 |                             |     |
| Entraîneur :    |                             |     |
| Viorel Moldovan |                             |     |

| Titulaires :    |                             |     |
|                 |                             |     |
| 16              | Xavier Lenogue              |     |
| 2               | Roman Laspalles             | 45e |
| 15              | Loïc Goujon                 |     |
| 21              | Rémi Fournier               |     |
| 13              | Kenji-Van Boto              |     |
| 8               | Samed Kilic                 |     |
| 6               | Brahim Konaté               | 45e |
| 19              | Alexandre Vincent           |     |
| 7               | Moussa Diallo               | 56e |
| 18              | Gaëtan Courtet              |     |
| 22              | Romain Montiel              |     |
|                 |                             |     |
| Remplaçants :   |                             |     |
| 1               | Zacharie Boucher            |     |
| 30              | Pierre-Alexandre Bois       |     |
| 17              | Baba Touré                  |     |
| 27              | Salimo Sylla                |     |
| 28              | Mouhameth Sané              | 45e |
| 5               | Lionel Mathis               | 45e |
| 23              | Charlevy Mabiala            |     |
| 24              | Hardy Binguila              |     |
| 26              | Giorgi Jobava               |     |
| 14              | François-Xavier Fumu-Tamuzo | 56e |
|                 |                             |     |
| Entraîneur :    |                             |     |
| Viorel Moldovan |                             |     |

| Titulaires :    |                     |         |
|                 |                     |         |
| 16              | Cyrille Merville    | 45e     |
| 3               | Jean-Alain Fanchone | 45e     |
| 4               | Jérémy Obin         | 45e     |
| 19              | Abdoulaye Cissé     | 45e     |
| 15              | David Albiciade     | 45e     |
| 17              | Quentin Othon       | 45e     |
| 6               | Jérémy Mellot       | 45e     |
| 7               | Christian Kinkela   | 65e     |
| 12              | Gauthier Varez      | 45e     |
| 10              | Souleymane Sawadogo | 65e 45e |
| 20              | William Sea         |         |
|                 |                     |         |
| Remplaçants :   |                     |         |
| 1               | Jérémy Malherbe     | 45e     |
| 2               | Romuald Marie       | 45e     |
| 5               | Bernard Itoua       | 45e     |
| 8               | Bocundji Ca         | 45e     |
| 9               | Rezki Hamroune      | 45e     |
| 11              | Abdoulaye Sané      | 45e     |
| 13              | Rémi Mareval        | 45e     |
| 14              | Hérita Ilunga       | 45e     |
| 18              | Jonathan Beaulieu   | 45e     |
|                 |                     |         |
| Entraîneur :    |                     |         |
| Stéphane Crucet |                     |         |

| Titulaires :    |                             |     |
|                 |                             |     |
| 16              | Xavier Lenogue              |     |
| 2               | Roman Laspalles             | 45e |
| 15              | Loïc Goujon                 |     |
| 21              | Rémi Fournier               |     |
| 13              | Kenji-Van Boto              |     |
| 8               | Samed Kilic                 |     |
| 6               | Brahim Konaté               | 45e |
| 19              | Alexandre Vincent           |     |
| 7               | Moussa Diallo               | 56e |
| 18              | Gaëtan Courtet              |     |
| 22              | Romain Montiel              |     |
|                 |                             |     |
| Remplaçants :   |                             |     |
| 1               | Zacharie Boucher            |     |
| 30              | Pierre-Alexandre Bois       |     |
| 17              | Baba Touré                  |     |
| 27              | Salimo Sylla                |     |
| 28              | Mouhameth Sané              | 45e |
| 5               | Lionel Mathis               | 45e |
| 23              | Charlevy Mabiala            |     |
| 24              | Hardy Binguila              |     |
| 26              | Giorgi Jobava               |     |
| 14              | François-Xavier Fumu-Tamuzo | 56e |
|                 |                             |     |
| Entraîneur :    |                             |     |
| Viorel Moldovan |                             |     |

| Titulaires :    |                     |         |
|                 |                     |         |
| 16              | Cyrille Merville    | 45e     |
| 3               | Jean-Alain Fanchone | 45e     |
| 4               | Jérémy Obin         | 45e     |
| 19              | Abdoulaye Cissé     | 45e     |
| 15              | David Albiciade     | 45e     |
| 17              | Quentin Othon       | 45e     |
| 6               | Jérémy Mellot       | 45e     |
| 7               | Christian Kinkela   | 65e     |
| 12              | Gauthier Varez      | 45e     |
| 10              | Souleymane Sawadogo | 65e 45e |
| 20              | William Sea         |         |
|                 |                     |         |
| Remplaçants :   |                     |         |
| 1               | Jérémy Malherbe     | 45e     |
| 2               | Romuald Marie       | 45e     |
| 5               | Bernard Itoua       | 45e     |
| 8               | Bocundji Ca         | 45e     |
| 9               | Rezki Hamroune      | 45e     |
| 11              | Abdoulaye Sané      | 45e     |
| 13              | Rémi Mareval        | 45e     |
| 14              | Hérita Ilunga       | 45e     |
| 18              | Jonathan Beaulieu   | 45e     |
|                 |                     |         |
| Entraîneur :    |                     |         |
| Stéphane Crucet |                     |         |

| Titulaires :    |                             |     |
|                 |                             |     |
| 1               | Zacharie Boucher            |     |
| 2               | Roman Laspalles             |     |
| 15              | Loïc Goujon                 |     |
| 21              | Rémi Fournier               |     |
| 13              | Kenji-Van Boto              |     |
| 5               | Lionel Mathis               |     |
| 8               | Samed Kilic                 | 58e |
| 6               | Brahim Konaté               | 45e |
| 19              | Alexandre Vincent           | 70e |
| 10              | Adama Ba                    | 53e |
| 18              | Gaëtan Courtet              |     |
|                 |                             |     |
| Remplaçants :   |                             |     |
| 16              | Xavier Lenogue              |     |
| 30              | Pierre-Alexandre Bois       |     |
| 4               | Baba Touré                  |     |
| 28              | Mouhameth Sané              |     |
| 7               | Moussa Diallo               | 58e |
| 20              | Charlevy Mabiala            |     |
| 12              | Hardy Binguila              |     |
| 26              | Giorgi Jobava               | 70e |
| 22              | Romain Montiel              | 45e |
| 14              | François-Xavier Fumu-Tamuzo | 53e |
|                 |                             |     |
| Entraîneur :    |                             |     |
| Viorel Moldovan |                             |     |

| Titulaires :   |                      |         |
|                |                      |         |
| 1              | Louis Souchaud       | 61e     |
| 2              | Cheick Traoré        |         |
| 4              | Richard Samnick      | 61e     |
| 5              | Calvin Mangan        | 61e     |
| 21             | Judicaël Crillon     | 61e     |
| 18             | Abdoulaye Coulibaly  | 61e     |
| 22             | Kamel Chergui        | 61e     |
| 19             | Mehdi Merghem        | 75e     |
| 15             | Sofiane Khadda       | 61e     |
| 14             | Maxime Blanc         | 75e 61e |
| 11             | Ulrich Nnomo         | 61e     |
|                |                      |         |
| Remplaçants :  |                      |         |
| 16             | Rémi Pillot          | 61e     |
| 3              | Yannick Mboné        | 61e     |
| 6              | Opa Sangante         | 61e     |
| 12             | Nama Fofana          | 61e     |
| 17             | Kévin Das Neves      | 61e     |
| 10             | Adil Lebrun          | 61e     |
| 8              | Sanaa Altama         | 61e     |
| 7              | Oumare Touncara      | 61e     |
| 9              | Jean-Philippe Mateta | 61e     |
|                |                      |         |
| Entraîneur :   |                      |         |
| Michel Estevan |                      |         |

| Titulaires :    |                             |     |
|                 |                             |     |
| 1               | Zacharie Boucher            |     |
| 2               | Roman Laspalles             |     |
| 15              | Loïc Goujon                 |     |
| 21              | Rémi Fournier               |     |
| 13              | Kenji-Van Boto              |     |
| 5               | Lionel Mathis               |     |
| 8               | Samed Kilic                 | 58e |
| 6               | Brahim Konaté               | 45e |
| 19              | Alexandre Vincent           | 70e |
| 10              | Adama Ba                    | 53e |
| 18              | Gaëtan Courtet              |     |
|                 |                             |     |
| Remplaçants :   |                             |     |
| 16              | Xavier Lenogue              |     |
| 30              | Pierre-Alexandre Bois       |     |
| 4               | Baba Touré                  |     |
| 28              | Mouhameth Sané              |     |
| 7               | Moussa Diallo               | 58e |
| 20              | Charlevy Mabiala            |     |
| 12              | Hardy Binguila              |     |
| 26              | Giorgi Jobava               | 70e |
| 22              | Romain Montiel              | 45e |
| 14              | François-Xavier Fumu-Tamuzo | 53e |
|                 |                             |     |
| Entraîneur :    |                             |     |
| Viorel Moldovan |                             |     |

| Titulaires :   |                      |         |
|                |                      |         |
| 1              | Louis Souchaud       | 61e     |
| 2              | Cheick Traoré        |         |
| 4              | Richard Samnick      | 61e     |
| 5              | Calvin Mangan        | 61e     |
| 21             | Judicaël Crillon     | 61e     |
| 18             | Abdoulaye Coulibaly  | 61e     |
| 22             | Kamel Chergui        | 61e     |
| 19             | Mehdi Merghem        | 75e     |
| 15             | Sofiane Khadda       | 61e     |
| 14             | Maxime Blanc         | 75e 61e |
| 11             | Ulrich Nnomo         | 61e     |
|                |                      |         |
| Remplaçants :  |                      |         |
| 16             | Rémi Pillot          | 61e     |
| 3              | Yannick Mboné        | 61e     |
| 6              | Opa Sangante         | 61e     |
| 12             | Nama Fofana          | 61e     |
| 17             | Kévin Das Neves      | 61e     |
| 10             | Adil Lebrun          | 61e     |
| 8              | Sanaa Altama         | 61e     |
| 7              | Oumare Touncara      | 61e     |
| 9              | Jean-Philippe Mateta | 61e     |
|                |                      |         |
| Entraîneur :   |                      |         |
| Michel Estevan |                      |         |

| Titulaires :     |                      |     |
|                  |                      |     |
| 16               | Oumar Sissoko        |     |
| 15               | Benjaloud Youssouf   |     |
| 7                | Adrien Pagerie       |     |
| 3                | Joël Sami            |     |
| 28               | Mathieu Chemin       | 69e |
| 5                | Jean-Eudes Aholou    | 79e |
| 17               | Pierre Bouby         | 62e |
| 10               | Jordi Delclos        |     |
| 21               | Karim Ziani          | 87e |
| 4                | Mickaël Baretto      | 62e |
| 27               | Livio Nabab          | 79e |
|                  |                      |     |
| Remplaçants :    |                      |     |
| 30               | Sébastien M'Peck     |     |
| 33               | Jordan Machado       | 69e |
| 18               | Manassé Enza-Yamissi |     |
| 19               | Ferris N'Goma        |     |
| 22               | Gauthier Pinaud      | 87e |
| 25               | Edson Seidou         | 79e |
| 9                | Romain Armand        |     |
| 14               | Yannick Gomis        | 79e |
| 20               | Matthieu Ligoule     | 62e |
| 23               | Farid Beziouen       | 62e |
|                  |                      |     |
| Entraîneur :     |                      |     |
| Olivier Frapolli |                      |     |

| Titulaires :    |                             |     |
|                 |                             |     |
| 1               | Zacharie Boucher            |     |
| 2               | Roman Laspalles             |     |
| 15              | Loïc Goujon                 | 79e |
| 21              | Rémi Fournier               |     |
| 13              | Kenji-Van Boto              |     |
| 5               | Lionel Mathis               |     |
| 8               | Samed Kilic                 | 60e |
| 6               | Brahim Konaté               |     |
| 19              | Alexandre Vincent           | 60e |
| 18              | Gaëtan Courtet              |     |
| 22              | Romain Montiel              | 60e |
|                 |                             |     |
| Remplaçants :   |                             |     |
| 16              | Xavier Lenogue              |     |
| 4               | Baba Touré                  |     |
| 28              | Mouhameth Sané              | 79e |
| 25              | Moussa Diallo               | 60e |
| 20              | Charlevy Mabiala            |     |
| 12              | Hardy Binguila              |     |
| 26              | Giorgi Jobava               |     |
| 14              | François-Xavier Fumu-Tamuzo | 60e |
| 7               | Yoann Touzghar              | 60e |
|                 |                             |     |
| Entraîneur :    |                             |     |
| Viorel Moldovan |                             |     |

| Titulaires :     |                      |     |
|                  |                      |     |
| 16               | Oumar Sissoko        |     |
| 15               | Benjaloud Youssouf   |     |
| 7                | Adrien Pagerie       |     |
| 3                | Joël Sami            |     |
| 28               | Mathieu Chemin       | 69e |
| 5                | Jean-Eudes Aholou    | 79e |
| 17               | Pierre Bouby         | 62e |
| 10               | Jordi Delclos        |     |
| 21               | Karim Ziani          | 87e |
| 4                | Mickaël Baretto      | 62e |
| 27               | Livio Nabab          | 79e |
|                  |                      |     |
| Remplaçants :    |                      |     |
| 30               | Sébastien M'Peck     |     |
| 33               | Jordan Machado       | 69e |
| 18               | Manassé Enza-Yamissi |     |
| 19               | Ferris N'Goma        |     |
| 22               | Gauthier Pinaud      | 87e |
| 25               | Edson Seidou         | 79e |
| 9                | Romain Armand        |     |
| 14               | Yannick Gomis        | 79e |
| 20               | Matthieu Ligoule     | 62e |
| 23               | Farid Beziouen       | 62e |
|                  |                      |     |
| Entraîneur :     |                      |     |
| Olivier Frapolli |                      |     |

| Titulaires :    |                             |     |
|                 |                             |     |
| 1               | Zacharie Boucher            |     |
| 2               | Roman Laspalles             |     |
| 15              | Loïc Goujon                 | 79e |
| 21              | Rémi Fournier               |     |
| 13              | Kenji-Van Boto              |     |
| 5               | Lionel Mathis               |     |
| 8               | Samed Kilic                 | 60e |
| 6               | Brahim Konaté               |     |
| 19              | Alexandre Vincent           | 60e |
| 18              | Gaëtan Courtet              |     |
| 22              | Romain Montiel              | 60e |
|                 |                             |     |
| Remplaçants :   |                             |     |
| 16              | Xavier Lenogue              |     |
| 4               | Baba Touré                  |     |
| 28              | Mouhameth Sané              | 79e |
| 25              | Moussa Diallo               | 60e |
| 20              | Charlevy Mabiala            |     |
| 12              | Hardy Binguila              |     |
| 26              | Giorgi Jobava               |     |
| 14              | François-Xavier Fumu-Tamuzo | 60e |
| 7               | Yoann Touzghar              | 60e |
|                 |                             |     |
| Entraîneur :    |                             |     |
| Viorel Moldovan |                             |     |

Le club dispute également un match amical lors de la trêve internationale du mois de septembre contre l'ESTAC Troyes.
Abdoulaye Sissako et Florian Ayé sont absents en raison de leurs sélections internationales,.
| Titulaires :    |                             |         |
|                 |                             |         |
| 1               | Zacharie Boucher            |         |
| 2               | Ruben Aguilar               | 70e     |
| 20              | Mickaël Tacalfred           |         |
| 4               | Stéphane Sparagna           | 79e     |
| 13              | Kenji-Van Boto              |         |
| 15              | Loïc Goujon                 |         |
| 8               | Samed Kilic                 | 62e     |
| 25              | Moussa Diallo               | 62e     |
| 18              | Gaëtan Courtet              |         |
| 10              | Adama Ba                    | 70e     |
| 7               | Yoann Touzghar              | 83e     |
|                 |                             |         |
| Remplaçants :   |                             |         |
| 16              | Xavier Lenogue              |         |
| 26              | Khamis Digol-Ndozangue      | 70e     |
| 28              | Roman Laspalles             | 83e     |
| 21              | Rémi Fournier               | 79e     |
| 3               | Mouhameth Sané              |         |
| 5               | Lionel Mathis               | 62e     |
| 14              | François-Xavier Fumu-Tamuzo | 62e     |
| 22              | Romain Montiel              | 83e     |
| 9               | Salif Sanogo                | 70e 83e |
|                 |                             |         |
| Entraîneur :    |                             |         |
| Viorel Moldovan |                             |         |

| Titulaires :      |                   |     |
|                   |                   |     |
| 1                 | Erwin Zelazny     |     |
| 2                 | Jérémy Cordoval   |     |
| 24                | Jimmy Giraudon    |     |
| 33                | Randi Goteni      |     |
| 27                | Aloïs Confais     |     |
| 14                | Thiago Xavier     | 46e |
| 15                | Tristan Dingomé   |     |
| 6                 | Karim Azamoum     |     |
| 10                | Benjamin Nivet    | 62e |
| 8                 | Stéphane Darbion  | 62e |
| 26                | Adama Niané       | 62e |
|                   |                   |     |
| Remplaçants :     |                   |     |
| 40                | Yehvann Diouf     |     |
| 21                | Théo Couturier    |     |
| 17                | Joris Moutachy    |     |
| 18                | Chaouki Ben Saada | 46e |
| 28                | Jan Kaye          | 62e |
| 15                | Raphaël Caceres   | 62e |
| 9                 | Deniz Hümmet      | 62e |
|                   |                   |     |
| Entraîneur :      |                   |     |
| Jean-Louis Garcia |                   |     |

| Titulaires :    |                             |         |
|                 |                             |         |
| 1               | Zacharie Boucher            |         |
| 2               | Ruben Aguilar               | 70e     |
| 20              | Mickaël Tacalfred           |         |
| 4               | Stéphane Sparagna           | 79e     |
| 13              | Kenji-Van Boto              |         |
| 15              | Loïc Goujon                 |         |
| 8               | Samed Kilic                 | 62e     |
| 25              | Moussa Diallo               | 62e     |
| 18              | Gaëtan Courtet              |         |
| 10              | Adama Ba                    | 70e     |
| 7               | Yoann Touzghar              | 83e     |
|                 |                             |         |
| Remplaçants :   |                             |         |
| 16              | Xavier Lenogue              |         |
| 26              | Khamis Digol-Ndozangue      | 70e     |
| 28              | Roman Laspalles             | 83e     |
| 21              | Rémi Fournier               | 79e     |
| 3               | Mouhameth Sané              |         |
| 5               | Lionel Mathis               | 62e     |
| 14              | François-Xavier Fumu-Tamuzo | 62e     |
| 22              | Romain Montiel              | 83e     |
| 9               | Salif Sanogo                | 70e 83e |
|                 |                             |         |
| Entraîneur :    |                             |         |
| Viorel Moldovan |                             |         |

| Titulaires :      |                   |     |
|                   |                   |     |
| 1                 | Erwin Zelazny     |     |
| 2                 | Jérémy Cordoval   |     |
| 24                | Jimmy Giraudon    |     |
| 33                | Randi Goteni      |     |
| 27                | Aloïs Confais     |     |
| 14                | Thiago Xavier     | 46e |
| 15                | Tristan Dingomé   |     |
| 6                 | Karim Azamoum     |     |
| 10                | Benjamin Nivet    | 62e |
| 8                 | Stéphane Darbion  | 62e |
| 26                | Adama Niané       | 62e |
|                   |                   |     |
| Remplaçants :     |                   |     |
| 40                | Yehvann Diouf     |     |
| 21                | Théo Couturier    |     |
| 17                | Joris Moutachy    |     |
| 18                | Chaouki Ben Saada | 46e |
| 28                | Jan Kaye          | 62e |
| 15                | Raphaël Caceres   | 62e |
| 9                 | Deniz Hümmet      | 62e |
|                   |                   |     |
| Entraîneur :      |                   |     |
| Jean-Louis Garcia |                   |     |

Le club dispute également un match amical lors de la trêve internationale du mois d'octobre contre l'US Ivry Football, club de CFA 2.
Abdoulaye Sissako est absent en raison de sa sélection internationale.
| Titulaires :  |                        |     |
|               |                        |     |
| 1             | Zacharie Boucher       | 45e |
| 2             | Ruben Aguilar          | 60e |
| 20            | Mickaël Tacalfred      |     |
| 21            | Rémi Fournier          | 45e |
| 17            | Baba Traoré            |     |
| 6             | Brahim Konaté          | 45e |
| 15            | Loïc Goujon            |     |
| 25            | Moussa Diallo          | 45e |
| 10            | Adama Ba               |     |
| 19            | Alexandre Vincent      | 60e |
| 18            | Gaëtan Courtet         | 45e |
|               |                        |     |
| Remplaçants : |                        |     |
| 16            | Xavier Lenogue         | 45e |
| 12            | Khamis Digol-Ndozangue | 60e |
| 4             | Stéphane Sparagna      | 45e |
| 8             | Samed Kilic            | 45e |
| 11            | Florian Ayé            | 60e |
| 22            | Romain Montiel         | 45e |
| 26            | Steeve Shamal          | 45e |
|               |                        |     |
| Entraîneur :  |                        |     |
| Cédric Daury  |                        |     |

| Titulaires :      |                   |  |
|                   |                   |  |
| 1                 | Ibrahima Gassama  |  |
| 2                 | Fabien Lippmann   |  |
| 3                 | Sami Marzougui    |  |
| 4                 | Jordi Tshimanga   |  |
| 5                 | Allan Merel       |  |
| 6                 | Cédric Darmon     |  |
| 7                 | Ludovic Pancrate  |  |
| 8                 | Aurélien Salmier  |  |
| 9                 | Nabil Ouarguini   |  |
| 10                | Mickaël Gnahore   |  |
| 11                | Jérémy Villeneuve |  |
|                   |                   |  |
| Remplaçants :     |                   |  |
| 12                | Fadal Bouraoud    |  |
| 13                | Kévin Badeau      |  |
| 14                | Aboubacar Magnora |  |
| 15                | Adam Mansour      |  |
| 16                |                   |  |
|                   |                   |  |
| Entraîneur :      |                   |  |
| Christophe Pineau |                   |  |

| Titulaires :  |                        |     |
|               |                        |     |
| 1             | Zacharie Boucher       | 45e |
| 2             | Ruben Aguilar          | 60e |
| 20            | Mickaël Tacalfred      |     |
| 21            | Rémi Fournier          | 45e |
| 17            | Baba Traoré            |     |
| 6             | Brahim Konaté          | 45e |
| 15            | Loïc Goujon            |     |
| 25            | Moussa Diallo          | 45e |
| 10            | Adama Ba               |     |
| 19            | Alexandre Vincent      | 60e |
| 18            | Gaëtan Courtet         | 45e |
|               |                        |     |
| Remplaçants : |                        |     |
| 16            | Xavier Lenogue         | 45e |
| 12            | Khamis Digol-Ndozangue | 60e |
| 4             | Stéphane Sparagna      | 45e |
| 8             | Samed Kilic            | 45e |
| 11            | Florian Ayé            | 60e |
| 22            | Romain Montiel         | 45e |
| 26            | Steeve Shamal          | 45e |
|               |                        |     |
| Entraîneur :  |                        |     |
| Cédric Daury  |                        |     |

| Titulaires :      |                   |  |
|                   |                   |  |
| 1                 | Ibrahima Gassama  |  |
| 2                 | Fabien Lippmann   |  |
| 3                 | Sami Marzougui    |  |
| 4                 | Jordi Tshimanga   |  |
| 5                 | Allan Merel       |  |
| 6                 | Cédric Darmon     |  |
| 7                 | Ludovic Pancrate  |  |
| 8                 | Aurélien Salmier  |  |
| 9                 | Nabil Ouarguini   |  |
| 10                | Mickaël Gnahore   |  |
| 11                | Jérémy Villeneuve |  |
|                   |                   |  |
| Remplaçants :     |                   |  |
| 12                | Fadal Bouraoud    |  |
| 13                | Kévin Badeau      |  |
| 14                | Aboubacar Magnora |  |
| 15                | Adam Mansour      |  |
| 16                |                   |  |
|                   |                   |  |
| Entraîneur :      |                   |  |
| Christophe Pineau |                   |  |

Un nouveau match amical a lieu à la fin du mois de décembre contre le FC Chambly Oise, 4e de National.
| Match amical                            | AJ Auxerre | 0 - 0   | FC Chambly Oise |                                    |                                    |
| Vendredi 30 décembre 2016 15:00 (UTC+1) |            | (0 - 0) |                 | Stade de l'Abbé-Deschamps, Auxerre | Stade de l'Abbé-Deschamps, Auxerre |

### Rachat du club par James Zhou
Le 19 juillet, l'actionnaire majoritaire du club, Corinne Limido, annonce qu'une proposition d'achat provenant d'un dirigeant chinois, James Zhou, a été transmise. Ce repreneur chinois, dirigeant d'ORG Packaging, devrait verser 2 millions d'euros par an pendant 3 ans dans les caisses du club. Cette proposition a, pour le moment, été acceptée par le Conseil d'Administration de l'AJ Auxerre mais doit être également validée par l'Association AJA qui détient 40 % des parts du club,.
Après de nombreux échanges, les membres de l'Association AJA votent finalement à l'unanimité en faveur de la vente du club à James Zhou.
Le rachat devient officiel le 13 octobre après l'assemblée générale et le conseil d'administration de la SAOS AJA entérinant la vente du club.

### L'imbroglio Jean-Pierre Papin
Le 11 janvier, Guy Cotret annonce la nomination de Jean-Pierre Papin, vainqueur du Ballon d'or 1991, au poste de directeur sportif et ambassadeur du club en Chine, pays dont est originaire James Zhou, le nouveau propriétaire du club.
Le lendemain, Jean-Pierre Papin réagit à la déclaration de Guy Cotret en indiquant qu'il vient pour occuper une triple casquette d'entraîneur, directeur sportif et ambassadeur en Chine.
À la suite de cette révélation, Guy Roux, ancien entraîneur emblématique du club et membre de l'association AJA, réagit en défendant vigoureusement l'entraîneur déjà en place, Cédric Daury. Il s'ensuit une opposition entre Guy Roux et Jean-Pierre Papin par média interposé.
Après le report de plusieurs conseils d'administration, et un passage tourmenté devant la DNCG, où le budget n'est finalement pas retoqué, Guy Cotret annonce la fin des négociations avec Jean-Pierre Papin le 24 janvier.

## Transferts
De nombreux joueurs tels que Sébastien Puygrenier, capitaine lors de la saison 2015-2016, ou Vincent Gragnic quittent le club libre. D'autres comme Cédric Hountondji et Serhou Guirassy retournent dans leurs clubs respectifs en fin de prêt.
Afin de combler les départs, l'AJ Auxerre recrutent 4 joueurs avant la reprise de l'entraînement. Tout d'abord, le club recrute Baba Traoré en provenance du FBBP 01 afin d'évoluer en défense central ou en arrière gauche, puis Rémi Fournier, défenseur central d'expérience, en provenance du Red Star FC. Pierre-Alexandre Bois, jeune gardien de but en provenance du Havre AC et Roman Laspalles, jeune arrière droit en provenance de l'EA Guingamp complètent la liste des arrivées.
Le 27 juin, l'AJ Auxerre enregistre l'arrivée de Lionel Mathis qui revient dans un club dans lequel il a déjà évolué pendant 9 ans et dans lequel il a déjà remporté deux Coupe de France.
Du côté des départs, deux milieux de terrain quittent également le club. En effet, Grégory Berthier rejoint le Stade de Reims et Grégoire Lefebvre résilie son contrat.
Le 5 juillet, l'AJ Auxerre annonce l'arrivée de Yoann Touzghar.
Le 11 juillet, Mickaël Tacalfred signe un accord pour rejoindre le club afin d'y apporter son expérience en défense centrale.
Le 14 juillet, Salimo Sylla quitte le club pour la Jupiler Pro League et le club de Saint-Trond.
À une semaine de la reprise du championnat, le 24 juillet, Stéphane Sparagna rejoint l'AJ Auxerre en prêt en provenance de l'Olympique de Marseille.

Afin de renforcer une équipe 19e à la mi-saison afin d'obtenir le maintien, le club recrute 2 joueurs en prêt en provenance du Standard de Liège. Birama Touré et Mohamed Yattara rejoignent ainsi le club. Yaya Sané rejoint également le club par prêt avec option d'achat. Dans les dernières heures du mercato, Ibrahim Sangaré, attaquant de l'US Avranches MSM, rejoint l'AJ Auxerre.
Dans l'autre sens, Yoann Touzghar quitte le club et rejoint le FC Sochaux-Montbéliard. 

## Compétitions

### Ligue 2

#### Classement
| Rang | Équipe             | Pts | J  | G  | N  | P  | Bp | Bc | Diff | Promotion ou relégation |
| ---- | ------------------ | --- | -- | -- | -- | -- | -- | -- | ---- | ----------------------- |
| 15   | Bourg-en-Bresse 01 | 44  | 38 | 11 | 11 | 16 | 49 | 58 | −9   |                         |
| 16   | Tours FC           | 43  | 38 | 10 | 13 | 15 | 55 | 60 | −5   |                         |
| 17   | AJ Auxerre         | 43  | 38 | 11 | 10 | 17 | 28 | 40 | −12  |                         |
| 18   | US Orléans P (Q)   | 38  | 38 | 11 | 9  | 18 | 41 | 54 | −13  | Barrage de relégation   |
| 19   | Red Star FC (R)    | 36  | 38 | 8  | 12 | 18 | 36 | 56 | −20  | Relégation en National  |

#### Meilleurs buteurs
Ce tableau regroupe l'ensemble des buteurs de l'AJ Auxerre en Ligue 2 à l'exception des buts inscrits contre son propre camp.
Mis à jour le 13 juin 2017 après la fin de la saison.
| Pl. | N° | Nat. | Buteur                      | Buts |
| --- | -- | ---- | --------------------------- | ---- |
| 1   | 18 |      | Gaëtan Courtet              | 10   |
| 2   | 9  |      | Mohamed Yattara             | 4    |
| 3   | 7  |      | Yoann Touzghar              | 3    |
| -   | 10 |      | Adama Ba                    | 3    |
| 5   | 5  |      | Lionel Mathis               | 2    |
| 6   | 8  |      | Samed Kilic                 | 1    |
| -   | 14 |      | François-Xavier Fumu Tamuzo | 1    |
| -   | 19 |      | Alexandre Vincent           | 1    |
| -   | 21 |      | Rémi Fournier               | 1    |
| -   | 28 |      | Birama Touré                | 1    |
| -   | 35 |      | Yaya Sané                   | 1    |

#### Meilleurs passeurs
Ce tableau regroupe l'ensemble des passeurs décisifs de l'AJ Auxerre en Ligue 2.
Mis à jour le 13 juin 2017 après la fin de la saison.
| Pl. | N° | Nat. | Passeur                     | Passes |
| --- | -- | ---- | --------------------------- | ------ |
| 1   | 18 |      | Gaëtan Courtet              | 5      |
| 2   | 9  |      | Mohamed Yattara             | 3      |
| 3   | 14 |      | François-Xavier Fumu Tamuzo | 2      |
| -   | 5  |      | Lionel Mathis               | 2      |
| 5   | 3  |      | Ludovic Obraniak            | 1      |
| -   | 4  |      | Stéphane Sparagna           | 1      |
| -   | 10 |      | Adama Ba                    | 1      |
| -   | 11 |      | Florian Ayé                 | 1      |
| -   | 13 |      | Kenji-Van Boto              | 1      |
| -   | 17 |      | Baba Traoré                 | 1      |
| -   | 19 |      | Alexandre Vincent           | 1      |

### Coupe de France
L'AJ Auxerre entre en lice au septième tour de la Coupe de France, tout comme l'ensemble des clubs de Ligue 2.
Le septième tour se déroule le week-end du 12 et 13 novembre 2016.
L'AJ Auxerre débute par deux victoires contre des clubs amateurs, l'US Saint-Serninoise, club de DH Bourgogne, et le Cluses Scionzier FC, club de DH Rhône-Alpes.
Détails des matchs

#### Meilleurs buteurs
Ce tableau regroupe l'ensemble des buteurs de l'AJ Auxerre en Coupe de France à l'exception des buts inscrits contre son propre camp.
Mis à jour le 2 mars 2017 après les 8e  de finale.
| Pl. | N° | Nat. | Buteur          | Buts |
| --- | -- | ---- | --------------- | ---- |
| 1   | 18 |      | Gaëtan Courtet  | 6    |
| 2   | 22 |      | Romain Montiel  | 3    |
| 3   | 2  |      | Ruben Aguilar   | 1    |
| -   | 6  |      | Brahim Konaté   | 1    |
| -   | 9  |      | Mohamed Yattara | 1    |
| -   | 11 |      | Florian Ayé     | 1    |
| -   | 13 |      | Kenji-Van Boto  | 1    |
| -   | 28 |      | Birama Touré    | 1    |

### Coupe de la Ligue

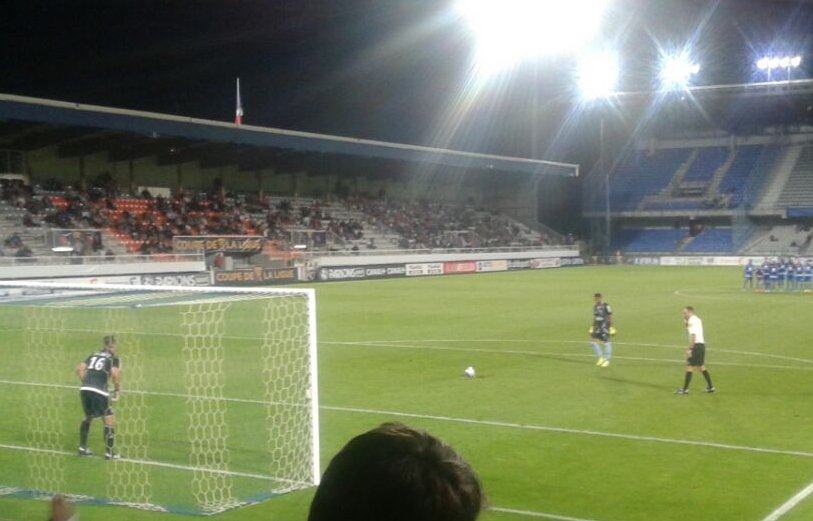
Zacharie Boucher juste avant d'effectuer un tir au but lors de la rencontre AJ Auxerre - FBBP 01 lors du 1er tour de la Coupe de la Ligue.

L'AJ Auxerre entre en lice au premier tour de la Coupe de la Ligue, tout comme l'ensemble des clubs de Ligue 2 et les 4 clubs de National professionnels.
Le premier tour se déroule le 9 août 2016 contre le FBBP 01.
L'AJ Auxerre débute par une victoire contre le FBBP 01 après les tirs au but. Après une première période où les locaux inscrivent deux buts par Alexandre Vincent et Gaëtan Courtet, les bressans reviennent en seconde pour obtenir les tirs au but. Grâce à une frappe sur le poteau puis à un arrêt de Zacharie Boucher, les joueurs de Viorel Moldovan s'impose 5-4 lors de la séance.
Détails des matchs

#### Meilleurs buteurs
Ce tableau regroupe l'ensemble des buteurs de l'AJ Auxerre en Coupe de la Ligue à l'exception des buts inscrits contre son propre camp.
Mis à jour le 20 décembre 2016 après les 16e de finale.
| Pl. | N° | Nat. | Buteur            | Buts |
| --- | -- | ---- | ----------------- | ---- |
| 1   | 18 |      | Gaëtan Courtet    | 2    |
| 2   | 19 |      | Alexandre Vincent | 1    |

### Meilleurs buteurs
Ce tableau regroupe l'ensemble des buteurs de l'AJ Auxerre à l'exception des buts inscrits contre son propre camp. 
Mis à jour le 13 juin 2017
| Pl. | N° | Nat. | Joueur                      | L2 | CDF | CDL | Total |
| --- | -- | ---- | --------------------------- | -- | --- | --- | ----- |
| 1   | 18 |      | Gaëtan Courtet              | 10 | 6   | 2   | 18    |
| 2   | 9  |      | Mohamed Yattara             | 4  | 1   | 0   | 5     |
| 3   | 7  |      | Yoann Touzghar              | 3  | 0   | 0   | 3     |
| -   | 10 |      | Adama Ba                    | 3  | 0   | 0   | 3     |
| -   | 22 |      | Romain Montiel              | 0  | 3   | 0   | 3     |
| 6   | 5  |      | Lionel Mathis               | 2  | 0   | 0   | 2     |
| -   | 28 |      | Birama Touré                | 1  | 1   | 0   | 2     |
| -   | 19 |      | Alexandre Vincent           | 1  | 0   | 1   | 2     |
| 9   | 8  |      | Samed Kilic                 | 1  | 0   | 0   | 1     |
| -   | 14 |      | François-Xavier Fumu Tamuzo | 1  | 0   | 0   | 1     |
| -   | 21 |      | Rémi Fournier               | 1  | 0   | 0   | 1     |
| -   | 35 |      | Yaya Sané                   | 1  | 0   | 0   | 1     |
| -   | 2  |      | Ruben Aguilar               | 0  | 1   | 0   | 1     |
| -   | 6  |      | Brahim Konaté               | 0  | 1   | 0   | 1     |
| -   | 11 |      | Florian Ayé                 | 0  | 1   | 0   | 1     |
| -   | 13 |      | Kenji-Van Boto              | 0  | 1   | 0   | 1     |